# Pantophaea favillacea
Pantophaea favillacea är en fjärilsart som beskrevs av Walker 1866. Pantophaea favillacea ingår i släktet Pantophaea och familjen svärmare. Inga underarter finns listade i Catalogue of Life.